# Serin du Koli
Crithagra koliensis
Espèce
Statut de conservation UICN

 LC  : Préoccupation mineure
Synonymes
- Serinus koliensis

Le Serin du Koli (Crithagra koliensis) est une espèce de passereaux de l'Afrique centrale.

## Distribution
Centre et sud-est de l’Ouganda, sud-ouest du Kenya, extrême-est du Zaïre, nord-ouest du Rwanda, sud-ouest du Burundi, nord-ouest de la Tanzanie. À cette distribution décrite par Fry & Keith (2004), il faut ajouter Musoma, embouchure de la rivière Mara, nord de la Tanzanie et le lac Bunyoni en Ouganda.
Ouganda : autour du lac Victoria, de Masaka à la frontière du Kenya, et du lac Kyoga. Kenya : autour du lac Victoria, de Port Victoria à Kavirondo, présent aussi dans des formations de papyrus isolées le long de rivières à Siaya au nord d’Ukwala. Tanzanie : Katera et le long de la rivière Kagera dans le nord-ouest, près de la frontière rwandaise, rive sud-est du lac Victoria. Zaïre : rives nord et sud du lac Kivu et au bord des lacs Mokotos dans le Kivu. Rwanda : rive est du lac Kivu. Burundi : rive nord-est du lac Tanganyika.

## Habitat
Ce serin dépend d’un habitat particulier, les marais à papyrus Cyperus papyrus.  Il recherche aussi sa nourriture dans les zones éclaircies et temporairement dans les cultures alentour mais il a aussi été observé dans des bananiers (Fry & Keith 2004).

## Alimentation
Il recherche sa nourriture au sol mais prélève surtout des graines de papyrus, de sorgho et de maïs en s’accrochant directement aux épis des plantes herbacées et céréalières (Fry & Keith 2004). Ottaviani (2011) ajoute, photo à l’appui, que l’espèce se nourrit également de bourgeons d’acacia.

## Nidification
Le nid est une coupe profonde faite entièrement de fragments secs de papyrus lâchement entrelacés et sans revêtement intérieur. Il est placé entre 1 et 2 m au-dessus du niveau de l’eau, dans une formation de papyrus (sur quatre nids, la hauteur moyenne est de 1,5 m) en bordure de marais. Il est construit par la femelle et, dans un cas, deux nids étaient situés à seulement 3 m de distance mais l’un d’eux n’était peut-être pas occupé. Il contient deux œufs (un seul œuf dans un cas mais peut-être s’agissait-il d’une ponte incomplète) blanc sale marqués de petites taches beiges et brunes ou fauves et brun rouge pâle, plus concentrées sur le gros pôle (Britton in Fry & Keith 2004). La période de ponte dure d’avril à août mais l’espèce peut se reproduire aussi en novembre. La femelle écrase fortement son corps au fond du nid quand elle couve (Fry & Keith 2004).

## Statut, menaces
Lewis & Pomeroy (1989) le considéraient comme localement commun au Kenya mais Stevenson & Fanshawe (2001) comme franchement commun pour l’ensemble de l’est-africain. BirdLife International (2010) qualifie l’espèce de préoccupation mineure avec une aire de distribution de 53100 km². Des nids peuvent être détruits par des pluies abondantes (Fry & Keith 2004) mais, comme la plupart des zones humides, les marais à papyrus subissent l’impact de la pression humaine (collecte du papyrus pour différentes utilisations et surtout destruction de pans entiers pour la mise en culture des terres). Ces menaces ont été particulièrement observées au Kenya où les étendues de papyrus de la côte nord-est du lac Victoria et des trois marais (Kusa, Dunga et Koguta) ont accusé une perte de 34 à 50% pendant les 30 dernières années, générant une importante fragmentation des formations de papyrus (Shrinking papyrus swamps in Kenya, Percy Fitzpatrick Institute, june/july 2005).

## Référence
- Grant & Mackworth-Praed, 1952 :   Bulletin of the British Ornithologists' Club 72.